# Lemanu
Lemanu is een bestuurslaag in het regentschap Flores Timur van de provincie Oost-Nusa Tenggara, Indonesië. Lemanu telt 769 inwoners (volkstelling 2010).